# 1814
Évszázadok: 18. század – 19. század – 20. század
Évtizedek: 1760-as évek – 1770-es évek – 1780-as évek – 1790-es évek – 1800-as évek – 1810-es évek – 1820-as évek – 1830-as évek – 1840-es évek – 1850-es évek – 1860-as évek
Évek: 1809 – 1810 – 1811 – 1812 –  1813 – 1814 – 1815 – 1816 – 1817 – 1818 – 1819

## Események
- január 14. – Aláírják a kieli békediktátumot, melynek értelmében Dánia lemond Norvégiáról Svédország és Helgolandról Anglia javára.
- április 6. Napóleon lemond a trónról.[1]
- július 26. – A norvég függetlenségi háború a kieli béke határozata és Svédország ellen.
- augusztus 14. – A mossi egyezmény aláírása Svédország és Norvégia között.
- augusztus 24. – a brit hadsereg Robert Ross vezérőrnagy vezetésével az 1812-ben kezdődött brit-amerikai háborúban elfoglalja Washingtont és felgyújtja a jelentősebb középületeket (pl. a Fehér Házat, a Capitoliumot)

## Az év témái

### 1814 a tudományban
- Joseph von Fraunhofer megalkotja a csillagászati spektroszkópot.

## Születések
- január 27. – Eugène Viollet-le-Duc francia autodidakta építész és műtörténész († 1879)
- február 24. – Dessewffy Emil, a Magyar Tudományos Akadémia tiszteleti tagja és elnöke († 1866)
- március 8. – Szigligeti Ede, drámaíró, műfordító († 1878)
- április 1. – Erdélyi János ügyvéd, akadémiai tanár, az MTA rendes tagja, a Kisfaludy Társaság titkára, költő († 1868)
- április 6. – Ybl Miklós, építész († 1891)
- április 13. – Stein Miksa, honvéd tábornok († 1858)
- április 21. – Egressy Béni, zeneszerző († 1851)
- május 5. – Balassa János, sebész, egyetemi tanár, az MTA tiszteleti tagja († 1868)
- május 13. – Rónay Jácint, pap, a darwinizmus magyarországi ismertetője († 1889)
- május 30. – Mihail Alekszandrovics Bakunyin, orosz anarchista forradalmár († 1876)
- június 5. – Kagerbauer Antal, építész († 1872)
- június 12. – Kemény Zsigmond, író, publicista, politikus († 1875)
- június 21. – Wenckheim László, báró, politikus, mezőgazdász, lótenyésztő († 1879)
- augusztus 2. – Tavasi Lajos pedagógus († 1877)
- szeptember 17. – Pulszky Ferenc, politikus, régész, műgyűjtő († 1897)
- szeptember 27. – Kovács Sebestény Endre orvos, sebész, az MTA tagja († 1878)
- október 10. – Meszlényi Jenő honvédtiszt († 1900)
- október 15. – Mihail Jurjevics Lermontov, orosz költő († 1841)
- október 22. – Obernyik Károly író, a Tízek Társaságának tagja († 1855)
- november 4. – Bod Károly, magyar gazdálkodó († 1885)
- november 4. – Erdősi Imre, piarista szerzetes, pedagógus, az 1848–49-es szabadságharcban tábori lelkész († 1890)
- november 6. – Ganz Ábrahám, gyáros († 1867)
- november 6. – Adolphe Sax (Antoine-Joseph Sax), belgiumi francia hangszerkészítő, a szaxofon feltalálója († 1894)
- november 26. – Baranyai Zsigmond, magyar piarista szerzetes, bölcsészdoktor († 1871)
- november 27. – Gábor Áron, ágyúöntő és tüzértiszt († 1849)

## Halálozások
- január 29. – Johann Gottlieb Fichte, német filozófus (* 1762)
- február 3. – Mariano Matamoros, mexikói függetlenségi harcos (* 1770)
- március 20. – Engel János Keresztély, történetíró, erdélyi udvari kancelláriai fogalmazó (* 1770)
- május 24. – Mitterpacher Lajos, egyetemi tanár, mezőgazdász, jezsuita szerzetes (* 1734)
- május 29. – Joséphine de Beauharnais, I. Napóleon francia császár felesége (* 1763)
- június 21. – Johann Martin Miller, német költő (* 1750)
- június 27. – Hermenegildo Galeana, mexikói függetlenségi harcos (* 1762)
- július 12. – William Howe, a Bath Lovagrend lovagja, a Királyi Államtanács tagja, valamint az angol csapatok főparancsnoka volt az Amerikai függetlenségi háború alatt (* 1729)
- szeptember 8. – Habsburg–Lotaringiai Mária Karolina Lujza, osztrák főhercegnő, magyar és cseh királyi hercegnő, Nápoly és Szicília királynéja (* 1752)
- december 2. – De Sade márki, francia író, filozófus  (* 1740)
- december 9. – Joseph Bramah, angol mérnök, a biztonsági zár, a vízöblítéses WC, a sörpalackozó gép feltalálója (* 1748)
- december 9. – Cervus Ádám, benedek rendi szerzetes (* 1732)
- december 28. – Benkő József, református lelkész, botanikus, történész, nyelvész (* 1740)

## Érdekességek
- Janet Jackson Rhythm Nation 1814 albumának címében többek közt az 1814-es évre utal a szám.